# Max matsuura 仕事が遊びで遊びが仕事
『max matsuura 仕事が遊びで遊びが仕事』（マックスマツウラ しごとがあそびであそびがしごと）は、ニッポン放送で2009年7月5日から2020年9月27日まで放送したトーク番組である。

## 番組概要
エイベックス社長のmax matsuuraこと松浦が、当初は東京プリンの伊藤洋介、のちにフリーアナウンサー の荘口彰久を、それぞれアシスタントとして雑談する事前収録の番組。「仕事が遊びで遊びが仕事」は、松浦のモットーで自身のブログタイトルでもある。放送時間が月曜早朝であることから「日本一早く動き出す社長室」をコンセプトとする関東ローカルの放送で、コマーシャル後にフィラーが流されていた。
1か月分を1回で収録したが、松浦の傍若無人な性分からたびたび局内のスタジオ以外で収録した。
アシスタントの伊藤は、第23回参議院議員通常選挙に立候補して選挙公示期間中に番組を休演し、第24回参議院議員通常選挙で自民党の一般公募から公認候補で立候補して公示日に番組から降板し、荘口が後継した。
新型コロナウイルス感染症で緊急事態が宣言され、2020年4月26日放送分の収録から、松浦は出演せずに荘口と構成作家がスタジオ外から遠隔で収録したが、のちに局内のスタジオで収録を再開するも松浦は出演せず、荘口のほかにエイベックス所属タレントが代替した。
2020年8月30日の放送で9月27日に番組の終了を告知したが、松浦は番組終了の2週間前まで収録に参加しなかった。後継として10月4日から、インフルエンサーやスターを目指すオーディション番組『NEXT-RAD 超発掘!尖ったキッズたち』を開始する。

## 出演者

### 放送終了時点

#### パーソナリティ
- 松浦勝人（エイベックス代表取締役社長CEO）

#### アシスタント
- 荘口彰久（フリーアナウンサー、元ニッポン放送アナウンサー） - 2016年7月 - 2020年9月27日

### 過去

#### アシスタント
- 伊藤洋介（東京プリン） - 2009年7月5日 - 2016年7月[2]

## 放送時間
不定期に放送機器メンテナンスに伴う、放送休止の場合あり

### 放送終了時点
- 月曜日 午前1時00分 - 午前1時30分 - 2009年7月5日 - 2014年3月30日、10月5日 - 2020年9月27日

### 過去
- 月曜日 午前1時30分 - 午前2時 - 2014年4月6日 - 9月28日

## コーナー
- 松浦勝人伝説 - 2009年10月25日に終了した。貸しレコード店々長から21年でエイベックスの創業者で社長となった松浦の半生を、1988年の会社設立から社史と共に振り返る。
- max matsuura、○○を語る（まるまるをかたる） - 2009年11月1日に始まり2010年4月18日に終了した。プロデュースに優れる松浦が、様々な業界、物、人などを語り、リスナーから題目を募集した。
- 松浦裁判 - 2010年4月25日に始まり、2010年11月頃に終了した。裁判長役の松浦が、リスナーから寄せられた白黒をつけにくい案件を大岡越前のごとく「白」か「黒」かを判決する。
- 松浦勝人、世界を斬る。斬り捨て御免 - 2010年11月頃に始まる。松浦が過去の世界の偉人の名言や格言を斬り捨てる。
- 松浦社長、30秒時間下さい - 多忙な松浦の時間を30秒もらうリスナー投稿コーナーである。「この番組をやっている間は比較的暇なので」質問、悩み相談のほかに音源を募集し、音源はニッポン放送へ郵送すれば松浦が責任を持って聴くと宣言している。当初は番組唯一のリスナー投稿コーナーだったが、「max matsuura、○○を語る」、「松浦裁判」が始まると、どちらもリスナー投稿を受けた。
- 社長脳の作り方 - フリートークのみだったエンディングに2010年4月25日から開新設したミニコーナーで、3択の質問に対する社長脳を持つ松浦の回答から社長的選択を知る。